# Milton A. Rothman
Milton A. Rothman (30. listopadu 1919 – 6. října 2001) byl americký nukleární fyzik, profesor a spisovatel vědeckofantastické literatury. Byl také spoluzakladatelem „Filadelfské vědeckofantastické společnosti“ (Philadelphia Science Fiction Society). Jeho spisovatelská kariéra na poli sci-fi nebyla příliš rozsáhlá, publikoval pouze několik povídek. Používal pseudonym „Lee Gregor“.

## Dílo

### Povídky
- „Těžká planeta“ (1939, anglicky „Heavy Planet“) - vyšla v časopisu Astounding Science Fiction[1]
- „Holocaust“ (1939)
- „Shawn's Sword“ (1939)
- „The Bridge“ (1940)
- „The Musician“ (1940)
- „Asteroid“ (1940)
- „Flight to Galileo“ (1940)
- „Power Plant“ (1941)
- „Last Night Out“ (1951)
- „Getting Together“ (1972) - vyšla v časopisu Galaxy[1]
- „Fusion“ (1974)
- „Prime Crime“ (1979)
- „The Eternal Genesis“ (1979)